# Ponte di Arslanagić
Il ponte di Arslanagić (in bosniaco Arslanagića most; in serbo Арсланагића мост?; in turco Arslanağa Köprüsü), noto anche come ponte di Perović (in bosniaco Perovića most), è un ponte sul fiume Trebišnjica situato in località di Arslanagića Most, nel comune di Trebigne, in Bosnia ed Erzegovina. Dal 2006 è incluso nella lista dei monumenti nazionali della Bosnia ed Erzegovina.

## Storia

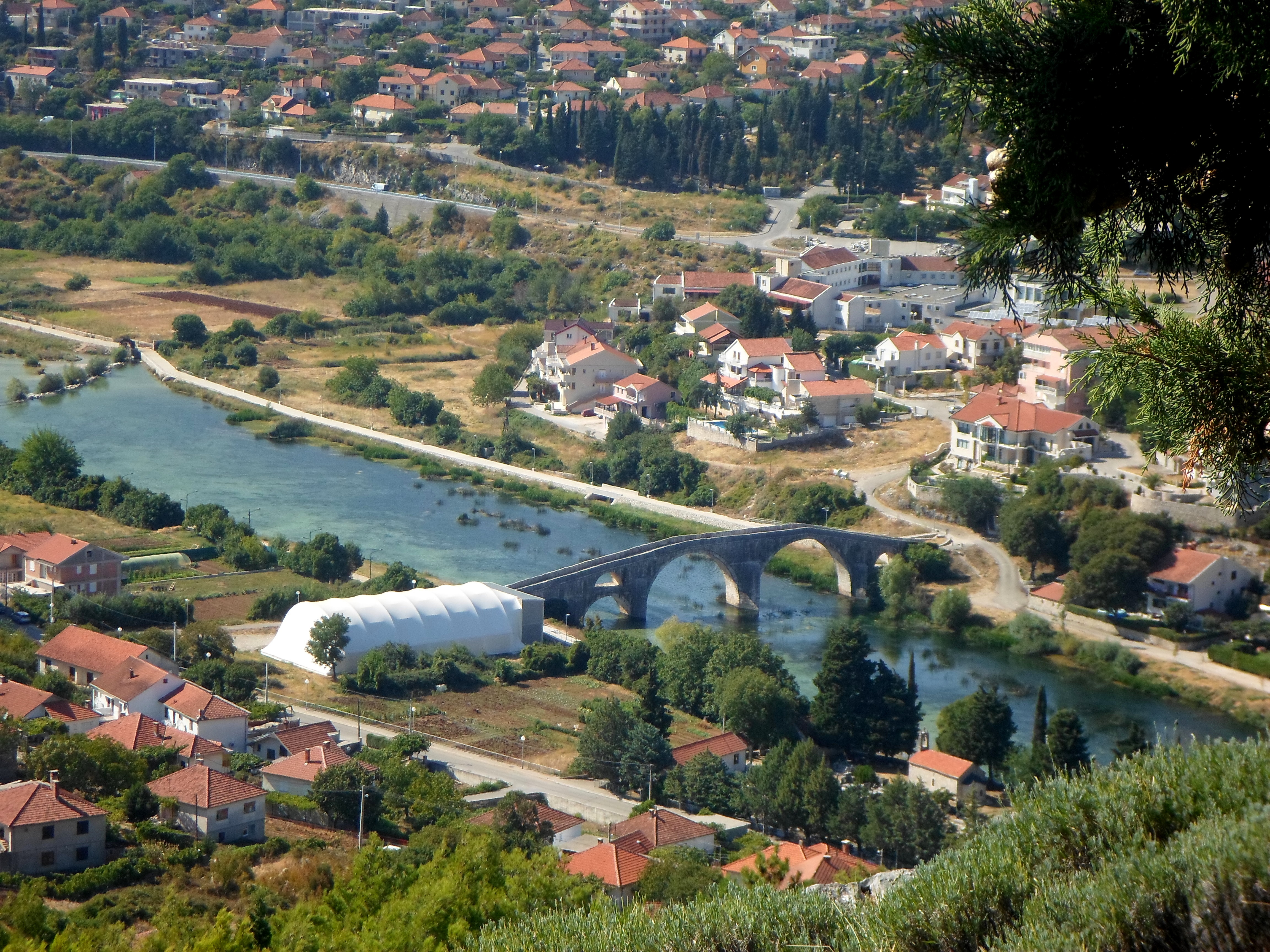
Vista aerea del ponte.

Fu costruito per ordine del gran visir dell'Impero ottomano Mehmed Paša Sokolović a partire dal 1568 per migliorare gli spostamenti nell'area attorno a Ragusa. I diritti di riscossione dei pedaggi furono concessi ad una famiglia musulmana di Herceg Novi, Arslan-aga, da cui il nome del villaggio che sorse attorno ad esso, Arslanagići, e del ponte stesso.
Nel 1687, con la conquista di Herceg Novi da parte dei veneziani, la ricca popolazione musulmana della zona si spostò, facendo perdere importanza al ponte, fino a quel momento fiorente per gli scambi tra la Bosnia e il mar Adriatico.
Durante la seconda guerra mondiale subì gravi danni. Nel 1965 fu smontato blocco per blocco per far posto ad una diga per una centrale idroelettrica e rimontato tra il 1970 e il 1972 nella posizione attuale, a 5 km di distanza da quella originale.